# Kathoey

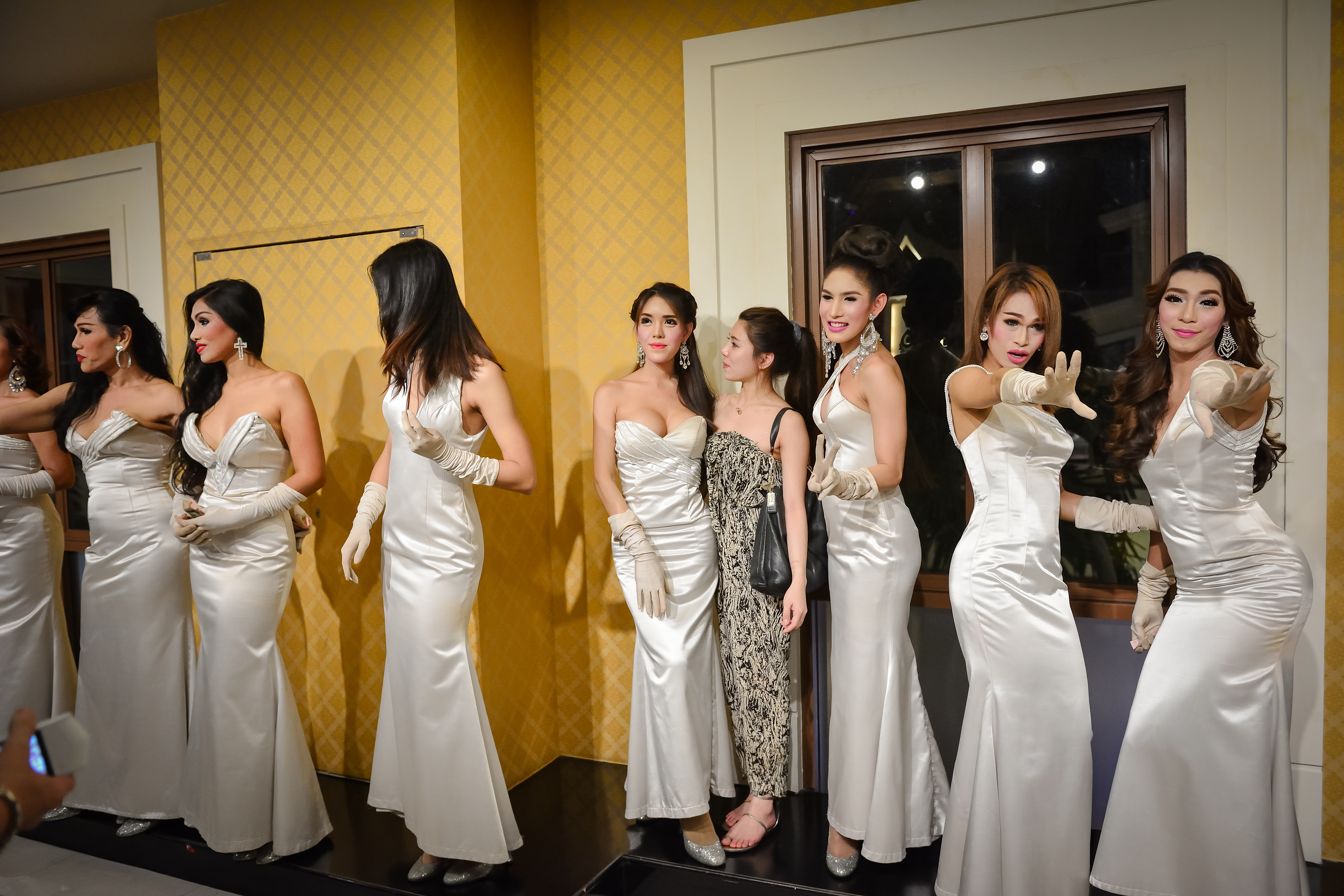
在曼谷表演卡巴莱的跨性別女性

Kathoey（皇家轉寫：Kathoey，IPA：[kaʔtʰɤːj]）是指泰国等地的一种性别认同。持有这种性别认同的个体类似于跨性別女性，但和典型的跨性别女性有一定区别。相当多的泰国人认为 Kathoey 属于“第三性别”，包括一些泰国的跨性别女性。
在古代，กะเทย是指雌雄同體，與現代含义不同。
换性者研究員、活動家普蘭普里達·巴莫·娜·阿育塔雅（Prempreeda Pramoj Na Ayutthaya）指出，泰國存在對换性人教育與就業機會方面的性別歧視。。2013年的多篇報導也指出，泰國尚未發現换性人從事高層官員、醫生、律師、科學家以及公辦學校教師等職位，在商業機構也不存在任職管理人員的换性人。簡言之，對换性的女性來說，政府機構和大型企業的大門依舊緊閉。而這也是他們成為自僱人士或自由職業者的原因。无论是否为政府職員，泰国法律都不给予进行手術後的男性换女性的人在工作场合中穿着女性制服的权利。
1996年，一個大半由男同性戀與กะเทย組成的排球隊（外號「鐵娘子」）贏得全國排球大賽冠軍。但是泰國政府以國家形象為由禁止其中兩個kathoey參加國手隊作國際比賽。กะเทย排球隊的事件在2000年改編成賣座電影《人妖打排球》，並於2003年推出續集。

## 相關
- 人妖

## 外部連結
- ^ Peter Jackson, Performative Genders, Perverse Desires: A Bio-History of Thailand's Same-Sex and Transgender Cultures （页面存档备份，存于）. （"The Homosexualisation of Cross-Dressing"那段）
- ^ Andrew Matzner: In Legal Limbo: Thailand, Transgendered Men, and the Law, 1999.描述1999年時kathoey的一般社會與法律狀況。 （英文）

1. ↑  .   [2025-02-04]. （原始内容存档于2012-07-27）.
2. ↑  .   [2025-02-04]. （原始内容存档于2024-06-18）.
3. ↑  http://www.bangkokpost.com/news/local/301113/transgender-official-right-to-wear-dress